# Palme-Kommission
Die Palme-Kommission war eine unabhängige internationale Kommission für Abrüstung und Gemeinsame Sicherheit.
Sie arbeitete von 1980 bis 1982 unter dem schwedischen Ministerpräsidenten Olof Palme.
Im Juni 1982 gab die Palme-Kommission der 2. UNO-Sondervollversammlung für Abrüstung in ihrem Palme-Bericht folgende Empfehlungen:
- Abschluss eines Vertrages zur beiderseitigen Truppenreduzierung in Europa (MBFR)
- Verhandlungen zum Abbau der strategischen Waffen (START)
- Abkommen über die Errichtung einer Atomwaffenfreien Zone in Europa
- Abkommen über die Errichtung einer Chemiewaffenfreien Zone in Europa
- Abkommen über ein umfassendes Verbot von Atomtests
- Vertrag über den Abbau der Mittelstreckenraketen in Europa
- Abkommen über ein Verbot von Weltraumwaffen